# Zdzisław Włodarczyk (hokeista)
Zdzisław Włodarczyk  (ur. 1950) – polski hokeista.
Zawodnik grający na pozycji obrońcy. Reprezentował barwy Łódzkiego Klubu Sportowego oraz kadry narodowej.
Uczestnik m.in. mistrzostw świata w 1976, rozgrywanych w katowickim Spodku.